# Ozi, la voix de la forêt
Pour plus de détails, voir Fiche technique et Distribution.
Ozi, la voix de la forêt est un film d'animation britannique, américain et français réalisé par Tim Harper et sorti en 2023,.

## Fiche technique
Sauf indication contraire, les informations mentionnées dans cette section peuvent être confirmées par les bases de données cinématographiques IMDb et Allociné,  présentes dans la section « Liens externes ».
- Titre original : Ozi
- Réalisation : Tim Harper
- Scénario : Ricky Roxburgh, Patrick Morris, Sean P. Mullen et Rodrigo Blaas, d'après l'œuvre de Keith Chapman
- Musique : Richard Harvey et Elwin Hendrijanto
- Décors :
- Costumes :
- Photographie :
- Animation : Partha Adhikary, Aman Bhanot, Rubul Das, Vinu Krishna, Rahul Mishra et Ashar Siddiqui
- Son : Glen Gathard et Tony Gibson
- Montage : Mélanie Moulin
- Production : Graham Appleby, Rodrigo Blaas, Keith Chapman, Leonardo DiCaprio, Ramsay McBean et Adam Stanhope
  - Production déléguée : Adrianna A. J. Cohen, Jennifer Davisson, Paul Laikin, Mike Medavoy, Julien Meesters et Phillip Watson
  - Production exécutive : Nathalie Masseret
  - Coproduction : Michael Lee Peterson
- Société de production : Mikros Animation, Appian Way et GCI Film
- Société de distribution : KMBO
- Pays de production :  Royaume-Uni,  États-Unis et  France
- Langue originale : anglais
- Format : couleur — 2,39:1 — son 5.1
- Genre : Animation
- Durée : 87 minutes
- Dates de sortie :
  - France : 
    - 13 juin 2023 (Annecy)
    - 2 avril 2025 (en salles)

  - Royaume-Uni : 16 août 2024

## Distribution

### Voix originales
- Amandla Stenberg : Ozi
- Laura Dern : Seema, la mère d'Ozi
- Djimon Hounsou : Jo Jo, le père d'Ozi
- Dean-Charles Chapman : Chance
- Rupaul Charles : Kurt
- Urzila Carlson : Lotus
- Donald Sutherland : Mr Croque-dent, le crocodile albinos
- Véronique Baylaucq : la journaliste française
- Rachel Shenton : Kirani
- Hugh Bonneville : le narrateur

### Voix françaises
- Maia Baran : Ozi
- Julien Bésure : Chance
- Lionel Bourguet : Jo Jo
- Nathalie Stas : Seema
- Olivier Premel : Mr Croque-dent
- Maxime Donnay : Kurt
- Sophie Puronnet : Lotus